# Axilas (filme)
Axilas é um filme português do género comédia dramática, realizado e escrito por José Fonseca e Costa e Mário Botequilha, com base no conto homónimo brasileiro Axilas e Outras Histórias Indecorosas de Rubem Fonseca. Estreou-se em Portugal a 5 de maio de 2016.

## Elenco
- Pedro Lacerda como Lázaro de Jesus
- Elisa Lisboa como avó
- Maria da Rocha como Maria Pia
- Mia Tomé (voz de Maria Pia)
- André Gomes como padrinho
- Margarida Marinho como Angelina
- Fernando Ferrão como padre Ezequiel
- José Raposo como Datuatia
- Rui Morisson como banqueiro Maldonado
- Paula Guedes como madre superior